# Marcello Durazzo (cardinale)
Marcello Durazzo (Genova, 6 marzo 1633 – Faenza, 27 aprile 1710) è stato un cardinale e arcivescovo cattolico italiano.

## Biografia
Marcello Durazzo nacque a Genova nel 1633 da una nobilissima famiglia della Repubblica genovese che aveva annoverato molti personaggi di spicco tra le proprie schiere, primo tra tutti suo padre, Cesare Durazzo, che era doge di Genova e aveva sposato Giovanna Cervetto. Era inoltre nipote del cardinale Stefano Durazzo.
Con l'intento di intraprendere la carriera ecclesiastica, si iscrisse all'Università di Perugia ove ottenne il dottorato in utroque iure.
Successivamente venne nominato protonotario apostolico partecipante dal 31 gennaio 1660, divenendo quindi governatore di Rimini dal 1662 al 1663. Governatore di Fano nel 1663, divenne vice-legato a Bologna tra il 1664 e il 1666. Governatore di Ancona dal 30 settembre 1666 al 1668, divenne quindi governatore delle province di Campagna e Marittima dal 18 aprile al novembre 1668. Venne infine nominato governatore di Viterbo il 14 dicembre 1668, passando poi al governatorato di Perugia dal 18 luglio 1670 al 4 maggio 1671. Venne nominato nel 1671 Referendario del Tribunale della Segnatura Apostolica, ricevendo solo allora gli ordini sacri.
Eletto arcivescovo titolare di Calcedonia il 4 maggio 1671, divenne nunzio apostolico nel Ducato di Savoia dal 17 giugno di quello stesso anno sino al 1672 quando, il 28 giugno, venne nominato assistente al Trono Pontificio. Visitatore apostolico e governatore a Loreto dal 1672, divenne vice-legato ad Avignone dal 19 agosto 1672. Nominato nunzio apostolico in Portogallo dal 12 aprile 1673, passò alla nunziatura nel Regno di Spagna a partire dal 5 maggio 1685.
Creato cardinale presbitero nel concistoro del 2 settembre 1686, divenne abate commendatario di Malignano (Cremona) a partire da quello stesso 1686. Trasferito da titolare ad arcivescovo ordinario alla sede di Carpentras, divenne conte del Contado Venassino, con il titolo personale di arcivescovo, il 10 novembre 1687.
Non prese parte al conclave del 1689 che elesse papa Alessandro VIII, ricevendo solo successivamente la porpora cardinalizia e il titolo di Santa Prisca, il 14 novembre 1689. Trasferito nuovamente alla sede episcopale di Ferrara dal 27 novembre 1690 mantenne anche in questo caso il titolo personale di arcivescovo. Prese parte al conclave del 1691 che elesse a pontefice Innocenzo XII e venne quindi trasferito con i propri incarichi pastorali alla sede di Spoleto dal 27 agosto 1691, sempre con il titolo personale di arcivescovo.
Nominato legato a Bologna dal 28 settembre 1693, diede le proprie dimissioni dalla reggenza della diocesi di Spoleto il 7 febbraio 1695 e si trasferì alla sede episcopale di Faenza dall'11 novembre 1697, conservando sempre il titolo di arcivescovo.
Dopo aver partecipato al conclave del 1700 che elesse a pontefice Clemente XI, optò per il titolo di San Pietro in Vincoli il 21 febbraio 1701, divenendo in seguito legato in Romagna il 6 giugno 1701, rimanendo in carica sino al 1706.
Marcello Durazzo morì il 27 aprile 1710, alle 17.00, nel suo palazzo episcopale di Faenza, mentre la sua salma venne poi esposta alla pubblica venerazione e sepolta nella cattedrale cittadina.

## Successione apostolica
La successione apostolica è:
- Arcivescovo João da Madre de Deus Araújo, O.F.M. (1682)
- Arcivescovo Fernando de Carvajal y Ribera, O. de M. (1687)
- Vescovo Ambrogio Spinola, B. (1701)